# РК Атлетико Мадрид
РК Атлетико Мадрид (шп. Club Balonmano Atlético de Madrid) је био шпански рукометни клуб из Мадрида. Домаће утакмице играо је у Палати Висталегре, капацитета 15.000 гледалаца.

## Историја
У јулу 2011. због финансијских проблема Сијудад Реала и након серије преговора са челницима Атлетико Мадрида, Сијудад Реал (који је у међувремену преименован у Нептуно) је премештен у Мадрид и име му је промењено у Атлетико Мадрид. Клуб нема директне везе са старим Атлетико Мадридом, који је угашен 1994.

## Успеси

### Национални
- АСОБАЛ лига:

Вицепрвак (2): 2011/12, 2012/13.
- Куп Шпаније:

Освајач (2): 2011/12, 2012/13.
- Куп АСОБАЛ:

Финалиста (1): 2012/13.
- Суперкуп Шпаније:

Освајач (1): 2012.
Финалиста (1): 2013.

### Међународни
- ЕХФ Лига шампиона:

Финалиста (1): 2011/12.
- Светско клупско првенство:

Освајач (1): 2012.